# Омусати
Омусати (англ. Omusati Region) — является одной из 14 административных областей Намибии и находится на северо-западе страны, у границы с Анголой. Площадь области составляет 26 573 км². Численность населения 243 166 человек (на 2011 год). Административный центр — город Оутапи.
Омусати — родина Сэма Нуйомы, лидера движения и партии СВАПО, первого президента Намибии.

## История
В прошлом (1965—1990 годы) территория Омусати входила в формально независимый хоумленд Овамболенд.

## Население
Область подавляющем большинстве населяют представители народа овамбо. Средняя продолжительность жизни среди мужчин составляет 46 лет, среди женщин — 50 лет. Уровень заболеваемости СПИДом в Омусати (как и вообще на севере страны) значительно превышает средний по Намибии.

## Административное деление
В административном отношении Омусати подразделяется на 12 избирательных районов.
- Anamulenge
- Elim
- Etayi
- Ogongo
- Okahao
- Okalongo
- Onesi
- Oshikuku
- Otamanzi
- Outapi
- Ruacana
- Tsandi

## Экономика
Экономика области носит исключительно аграрный характер.